# Euproctis aethalodes
Euproctis aethalodes är en fjärilsart som beskrevs av Collenette 1929. Euproctis aethalodes ingår i släktet Euproctis och familjen tofsspinnare. Inga underarter finns listade i Catalogue of Life.